# Andrena auricoma
Andrena auricoma är en biart som beskrevs av Smith 1879. Den ingår i släktet sandbin och familjen grävbin. Inga underarter finns listade i Catalogue of Life. Utbredningsområdet omfattar västra Nordamerika.

## Beskrivning
Arten är övervägande svart, med undantag för främre halvan av mandiblerna, de pariga käkarna, som är röd, undersidan av antennernas främre delar, som är mörkt rödbrun till röd, fötterna, som är rödaktiga, vingarna, som är gulaktigt halvgenomskrinliga med röda ribbor (hos hanen är själva vingarna dock nästan helt klara), samt tergiterna och sterniterna, som har halvgenomskinligt gula bakkanter. Pälsen är gul till gulbrun med hårband på tergiterna 1 till 5. Honan är 8 till 10 mm lång, hanen 6 till 9 mm.

## Utbredning
Andrena auricoma förekommer i västra Nordamerika från södra British Columbia i Kanada till Kalifornien i USA och norra Sonora i Mexiko. Östgränsen går vid Wyoming och Colorado; ett fynd har dock gjorts i Illinois.

## Ekologi
Arten är polylektisk, den flyger till blommande växter från åtminstone 25 familjer, bland annat strävbladiga växter, rosväxter, korgblommiga växter, flockblommiga växter, korsblommiga växter, vallmoväxter, brakvedsväxter och flenörtsväxter.
Som hos alla sandbin gräver honan ett larvbo i marken. Detta består av en huvudgång, från vilken flera sidogångar avgrenar sig. I slutet på varje sidogång finns en larvkammare.